# Aleksandrów (powiat lipski)
Aleksandrów – wieś sołecka w Polsce położona w województwie mazowieckim, w powiecie lipskim, w gminie Sienno. 
Wierni Kościoła rzymskokatolickiego należą do parafii św. Apostołów Piotra i Pawła w Krępie Kościelnej lub do parafii św. Mikołaja w Grabowcu.
W latach 1975−1998 miejscowość należała administracyjnie do województwa radomskiego.